# 290 Bruna
290 Bruna (mednarodno ime je tudi 290 Bruna) je majhen asteroid v glavnem asteroidnem pasu. O asteroidu je zelo malo znanega.

## Odkritje
Asteroid je odkril avstrijski astronom Johann Palisa 20. marca 1890 na Dunaju . 

## Lastnosti
Asteroid Bruna obkroži Sonce v 3,57 letih. Njegova tirnica ima izsrednost 0,259, nagnjena pa je za 22,308° proti ekliptiki. Njegov premer je med 11 in 24 km.